# Western Athletic Conference
La Western Athletic Conference (WAC) (español: Conferencia Atlética del Oeste) es una conferencia de la División I de la NCAA. Fundada en 1962, está formada por 13 miembros que compiten en 20 deportes.
La WAC no jugó al fútbol americano de 2013 a 2020. Antes de 2013, compitió en el nivel más alto del fútbol americano universitario de EE. UU., División I FBS. Cuatro universidades que actualmente juegan fútbol en el segundo nivel, División I FCS, se unieron al WAC en julio de 2021. Se unieron a dos miembros actuales de WAC, más tres miembros de la ASUN Conference, para formar una nueva liga de fútbol WAC de nivel FCS. Un año después, un miembro actual abandonará la conferencia y se incorporará otra universidad.
El 26 de junio de 2025, la WAC y la ASUN anunciaron que su alianza de fútbol americano, la United Athletic Conference (UAC), se convertiría en una conferencia multideportiva en julio de 2026. La WAC cambiará su nombre la UAC en ese momento. La membresía de la UAC multideportiva estará compuesta por siete de los nueve miembros actuales de fútbol americano de la UAC, más UT Arlington, que no tiene un equipo de fútbol americano.

## Miembros actuales
| Logo | Institución                        | Localización          | Tipo    | Equipo       | Año de unión |
| ---- | ---------------------------------- | --------------------- | ------- | ------------ | ------------ |
|      | Universidad Cristiana de Abilene   | Abilene, Texas        | Privada | Wildcats     | 2021         |
|      | Universidad Bautista de California | Riverside, California | Privada | Lancers      | 2018         |
|      | Universidad del Sur de Utah        | Cedar City, Utah      | Pública | Thunderbirds | 2022         |
|      | Universidad Estatal Tarleton       | Stephenville, Texas   | Pública | Texans       | 2020         |
|      | Universidad de Texas en Arlington  | Arlington, Texas      | Pública | Mavericks    | 2022         |
|      | Universidad Tecnológica de Utah    | St. George, Utah      | Pública | Trailblazers | 2020         |
|      | Universidad del Valle de Utah      | Orem, Utah            | Pública | Wolverines   | 2013         |

- UT Arlington había sido miembro de la WAC en el año académico 2012-13.

### Futuros Miembros
Estas universidades, todas miembros actuales de la ASUN y la UAC, se convertirán en miembros multideportivos de la UAC en 2026.
| Institución                      | Localización           | Tipo      | Equipo  | Año de Unión | Conferencia Primaria    |
| -------------------------------- | ---------------------- | --------- | ------- | ------------ | ----------------------- |
| Universidad Estatal Austin Peay  | Clarksville, Tennessee | Governors | Pública | 2026         | Atlantic Sun Conference |
| Universidad de Arkansas Central  | Conway, Arkansas       | Bears     | Pública | 2026         | Atlantic Sun Conference |
| Universidad de Kentucky Oriental | Richmond, Kentucky     | Colonels  | Pública | 2026         | Atlantic Sun Conference |
| Universidad del Norte de Alabama | Florence, Alabama      | Lions     | Pública | 2026         | Atlantic Sun Conference |
| Universidad del Oeste de Georgia | Carrollton, Georgia    | Wolves    | Pública | 2026         | Atlantic Sun Conference |

### Miembros de Salida
| Institución                        | Localización          | Tipo    | Equipo       | Año de Salida | Conferencia de Traslado |
| ---------------------------------- | --------------------- | ------- | ------------ | ------------- | ----------------------- |
| Universidad Bautista de California | Riverside, California | Privada | Lancers      | 2026          | Big West Conference     |
| Universidad del Sur de Utah        | Cedar City, Utah      | Pública | Thunderbirds | 2026          | Big Sky Conference      |
| Universidad Tecnológica de Utah    | St. George, Utah      | Pública | Trailblazers | 2026          | Big Sky Conference      |
| Universidad del Valle de Utah      | Orem, Utah            | Pública | Wolverines   | 2016          | Big West Conference     |

### Alianza ASUN en el fútbol americano
El 23 de febrero de 2021, la WAC y la ASUN Conference anunciaron que se habían asociado para el fútbol americano. Según sus términos, tres universidades que se unirán a la ASUN en julio de 2021 se unirán a la recién lanzada liga de fútbol americano FCS de la WAC. Los miembros de la ASUN continuarán en esta asociación hasta que la ASUN lance su propia liga de fútbol americano, probablemente en 2022.
Ambas conferencias habían planeado tener seis miembros elegibles para los playoffs de FCS en la temporada 2022, el mínimo necesario para un puesto automático en los playoffs. Sin embargo, el miembro de WAC, Sam Houston, y el miembro de ASUN, Jacksonville State, comenzaron la transición a FBS en 2022, lo que los hizo inelegibles para los playoffs de FCS. La WAC perdió a otro miembro elegible para los playoffs cuando Incarnate Word, que había anunciado planes para unirse al WAC en 2022, se retractó de ese movimiento y permaneció en la Southland Conference.
Luego, la WAC y la ASUN renovaron la alianza para la temporada 2022. Ambas conferencias jugarán en horarios separados, y los oficiales de ambas determinarán qué equipo recibirá el lugar en los playoffs de la alianza.
La alianza pasó a llamarse United Athletic Conference en 2024.
| Institución                      | Localización           | Equipo    | Tipo    | Año de Unión |
| -------------------------------- | ---------------------- | --------- | ------- | ------------ |
| Universidad Estatal Austin Peay  | Clarksville, Tennessee | Governors | Pública | 2022         |
| Universidad de Arkansas Central  | Conway, Arkansas       | Bears     | Pública | 2021         |
| Universidad de Kentucky Oriental | Richmond, Kentucky     | Colonels  | Pública | 2021         |
| Universidad del Norte de Alabama | Florence, Alabama      | Lions     | Pública | 2022         |
| Universidad del Oeste de Georgia | Carrollton, Georgia    | Wolves    | Pública | 2024         |

### Miembros Asociados
No incluye miembros de la alianza de fútbol americano con la ASUN Conference.
| Institución                                       | Localización               | Equipo      | Tipo    | Deporte(s)                          | Conferencia Primaria     |
| ------------------------------------------------- | -------------------------- | ----------- | ------- | ----------------------------------- | ------------------------ |
| Academia de la Fuerza Aérea de los Estados Unidos | Colorado Springs, Colorado | Falcons     | Militar | Fútbol masculino Natación masculino | Mountain West Conference |
| Universidad Cristiana de Houston                  | Houston, Texas             | Huskies     | Privada | Fútbol masculino                    | Southland Conference     |
| Universidad de Idaho                              | Moscow, Idaho              | Vandals     | Pública | Natación femenino                   | Big Sky Conference       |
| Universidad del Verbo Encarnado                   | San Antonio, Texas         | Cardinals   | Privada | Fútbol masculino                    | Southland Conference     |
| Universidad del Norte de Arizona                  | Flagstaff, Arizona         | Lumberjacks | Pública | Natación femenino                   | Big Sky Conference       |
| Universidad del Norte de Colorado                 | Greeley, Colorado          | Bears       | Pública | Natación femenino                   | Big Sky Conference       |
| Universidad Estatal de California, Sacramento     | Sacramento, California     | Hornets     | Pública | Béisbol                             | Big Sky Conference       |
| Universidad Estatal de San José                   | San José, California       | Spartans    | Pública | Fútbol masculino                    | Mountain West Conference |
| Universidad de Nevada, Las Vegas                  | Las Vegas, Nevada          | Rebels      | Pública | Fútbol masculino Natación masculino | Mountain West Conference |
| Universidad de Wyoming                            | Laramie, Wyoming           | Cowboys     | Pública | Natación masculino                  | Mountain West Conference |

### Antiguos miembros
| Institución                                       | Localización               | Equipo                            | Tipo    | Año de unión | Año de salida | Conferencia actual                                                                          |
| ------------------------------------------------- | -------------------------- | --------------------------------- | ------- | ------------ | ------------- | ------------------------------------------------------------------------------------------- |
| Academia de la Fuerza Aérea de los Estados Unidos | Colorado Springs, Colorado | Falcons                           | Militar | 1980         | 1999          | Mountain West Conference                                                                    |
| Universidad de Arizona                            | Tucson, Arizona            | Wildcats                          | Pública | 1962         | 1978          | Big 12 Conference                                                                           |
| Universidad Estatal de Arizona                    | Tempe, Arizona             | Sun Devils                        | Pública | 1962         | 1978          | Big 12 Conference                                                                           |
| Universidad Estatal de Boise                      | Boise, Idaho               | Broncos                           | Pública | 2001         | 2011          | Mountain West Conference (Pac-12 Conference en 2026)                                        |
| Universidad Brigham Young                         | Provo, Utah                | Cougars                           | Privada | 1962         | 1999          | Big 12 Conference                                                                           |
| Universidad Estatal de California, Bakersfield    | Bakersfield, California    | Roadrunners                       | Pública | 2013         | 2020          | Big West Conference                                                                         |
| Universidad Estatal de Chicago                    | Chicago, Illinois          | Cougars                           | Pública | 2013         | 2022          | Northeast Conference                                                                        |
| Universidad Estatal de Colorado                   | Fort Collins, Colorado     | Rams                              | Pública | 1967         | 1999          | Mountain West Conference (Pac-12 Conference en 2026)                                        |
| Universidad de Denver                             | Denver, Colorado           | Pioneers                          | Privada | 2012         | 2013          | Summit League                                                                               |
| Universidad Estatal de California, Fresno         | Fresno, California         | Bulldogs                          | Pública | 1992         | 2012          | Mountain West Conference (Pac-12 Conference en 2026)                                        |
| Universidad del Gran Cañon                        | Phoenix, Arizona           | Antelopes                         | Privada | 2013         | 2025          | Mountain West Conference                                                                    |
| Universidad de Hawái en Mānoa                     | Honolulu, Hawái            | Rainbow Warriors y Rainbow Wahine | Pública | 1979         | 2012          | Big West Conference Mountain West Conference (fútbol americano; todos los deportes en 2026) |
| Universidad de Idaho                              | Moscow, Idaho              | Vandals                           | Pública | 2005         | 2014          | Big Sky Conference                                                                          |
| Universidad Lamar                                 | Beaumont, Texas            | Cardinals                         | Pública | 2021         | 2022          | Southland Conference                                                                        |
| Universidad de Misuri–Kansas City                 | Kansas City, Misuri        | Roos                              | Pública | 2013         | 2020          | Summit League                                                                               |
| Universidad Tecnológíca de Luisiana               | Ruston, Luisiana           | Bulldogs y Lady Techsters         | Pública | 2001         | 2013          | Conference USA (Sun Belt Conference a más tardar en 2027)                                   |
| Universidad de Nevada, Reno                       | Reno, Nevada               | Wolf Pack                         | Pública | 2000         | 2012          | Mountain West Conference                                                                    |
| Universidad de Nevada, Las Vegas                  | Las Vegas, Nevada          | Rebels                            | Pública | 1996         | 1999          | Mountain West Conference                                                                    |
| Universidad de Nuevo México                       | Albuquerque, Nuevo México  | Lobos                             | Pública | 1962         | 1999          | Mountain West Conference                                                                    |
| Universidad Estatal de Nuevo México               | Las Cruces, Nuevo México   | Aggies                            | Pública | 2005         | 2023          | Conference USA                                                                              |
| Universidad Rice                                  | Houston, Texas             | Owls                              | Privada | 1996         | 2005          | American Conference                                                                         |
| Universidad Estatal Sam Houston                   | Huntsville, Texas          | Bearkats                          | Pública | 2021         | 2023          | Conference USA                                                                              |
| Universidad Estatal de San Diego                  | San Diego, California      | Aztecs                            | Pública | 1978         | 1999          | Mountain West Conference (Pac-12 Conference en 2026)                                        |
| Universidad Estatal de San José                   | San José, California       | Spartans                          | Pública | 1996         | 2013          | Mountain West Conference                                                                    |
| Universidad de Seattle                            | Seattle, Washington        | Redhawks                          | Privada | 2012         | 2025          | West Coast Conference                                                                       |
| Universidad Metodista del Sur                     | Dallas, Texas              | Mustangs                          | Privada | 1996         | 2005          | Atlantic Coast Conference                                                                   |
| Universidad Estatal Stephen F. Austin             | Nacogdoches, Texas         | Lumberjacks y Ladyjacks           | Pública | 2021         | 2024          | Southland Conference                                                                        |
| Universidad Cristiana de Texas                    | Fort Worth, Texas          | Horned Frogs                      | Privada | 1996         | 2001          | Big 12 Conference                                                                           |
| Universidad Estatal de Texas                      | San Marcos, Texas          | Bobcats                           | Pública | 2012         | 2013          | Sun Belt Conference (Pac-12 Conference en 2026)                                             |
| Universidad de Tulsa                              | Tulsa, Oklahoma            | Golden Hurricane                  | Privada | 1996         | 2005          | American Conference                                                                         |
| Universidad de Utah                               | Salt Lake City, Utah       | Utes                              | Pública | 1962         | 1999          | Big 12 Conference                                                                           |
| Universidad Estatal de Utah                       | Logan, Utah                | Aggies                            | Pública | 2005         | 2013          | Mountain West Conference (Pac-12 Conference en 2026)                                        |
| Universidad de Texas en El Paso                   | El Paso, Texas             | Miners                            | Pública | 1967         | 2005          | Conference USA (Mountain West Conference en 2026)                                           |
| Universidad de Texas Valle del Río Grande         | Edinburg, Texas            | Vaqueros                          | Pública | 2013         | 2024          | Southland Conference                                                                        |
| Universidad de Texas en San Antonio               | San Antonio, Texas         | Roadrunners                       | Pública | 2012         | 2013          | American Conference                                                                         |
| Universidad de Wyoming                            | Laramie, Wyoming           | Cowboys y Cowgirls                | Pública | 1962         | 1999          | Mountain West Conference                                                                    |

## Palmarés
Los siguientes equipos han ganado títulos nacionales de la NCAA mientras eran miembros de la WAC:
- Arizona: béisbol (1976)
- Arizona State: béisbol (1965, 1967, 1969, 1977)
- BYU: campo a través femenino (1997)
- Fresno State: sófbol (1998), béisbol (2008)
- Rice: béisbol (2003)
- UNLV: golf masculino (1998)
- BYU: fútbol americano (N.º 1 del ranking de la AP en 1984)

## Palmarés de conferencia en fútbol americano
| Temporada | Campeón       | V/D/E |
| --------- | ------------- | ----- |
| 1962      | New Mexico    | 2-1-1 |
| 1963      | New Mexico    | 3-1-0 |
| 1964      | Arizona       | 3-1-0 |
| 1964      | New Mexico    | 3-1-0 |
| 1964      | Utah          | 3-1-0 |
| 1965      | BYU           | 4-1-0 |
| 1966      | Wyoming       | 5-0-0 |
| 1967      | Wyoming       | 5-0-0 |
| 1968      | Wyoming       | 6-1-0 |
| 1969      | Arizona State | 6-1-0 |
| 1970      | Arizona State | 7-0-0 |
| 1971      | Arizona State | 7-0-0 |
| 1972      | Arizona State | 5-1-0 |
| 1973      | Arizona       | 6-1-0 |
| 1973      | Arizona State | 6-1-0 |
| 1974      | BYU           | 6-0-1 |
| 1975      | Arizona State | 7-0-0 |
| 1976      | BYU           | 6-1-0 |
| 1976      | Wyoming       | 6-1-0 |
| 1977      | Arizona State | 6-1-0 |
| 1977      | BYU           | 6-1-0 |

| Temporada | Campeón         | V/D/E |
| --------- | --------------- | ----- |
| 1978      | BYU             | 5-1-0 |
| 1979      | BYU             | 7-0-0 |
| 1980      | BYU             | 6-1-0 |
| 1981      | BYU             | 7-1-0 |
| 1982      | BYU             | 7-1-0 |
| 1983      | BYU             | 7-0-0 |
| 1984      | BYU             | 8-0-0 |
| 1985      | Air Force       | 7-1-0 |
| 1985      | BYU             | 7-1-0 |
| 1986      | San Diego State | 7-1-0 |
| 1987      | Wyoming         | 8-0-0 |
| 1988      | Wyoming         | 8-0-0 |
| 1989      | BYU             | 7-1-0 |
| 1990      | BYU             | 7-1-0 |
| 1991      | BYU             | 7-0-1 |
| 1992      | BYU             | 6-2-0 |
| 1992      | Fresno State    | 6-2-0 |
| 1992      | Hawái           | 6-2-0 |
| 1993      | BYU             | 6-2-0 |
| 1993      | Fresno State    | 6-2-0 |
| 1993      | Wyoming         | 6-2-0 |

| Temporada | Campeón        | V/D/E |
| --------- | -------------- | ----- |
| 1994      | Colorado State | 7-1-0 |
| 1995      | Air Force      | 6-2-0 |
| 1995      | BYU            | 6-2-0 |
| 1995      | Colorado State | 6-2-0 |
| 1995      | Utah           | 6-2-0 |
| 1996      | BYU            | 8-0   |
| 1997      | Colorado State | 7-1   |
| 1998      | Air Force      | 7-1   |
| 1999      | Hawái          | 5-2   |
| 1999      | Fresno State   | 5-2   |
| 1999      | TCU            | 5-2   |
| 2000      | TCU            | 7-1   |
| 2000      | UTEP           | 7-1   |
| 2001      | Louisiana Tech | 7-1   |
| 2002      | Boise State    | 8-0   |
| 2003      | Boise State    | 8-0   |
| 2004      | Boise State    | 8-0   |
| 2005      | Boise State    | 7-1   |
| 2005      | Nevada         | 7-1   |
| 2006      | Boise State    | 8-0   |
| 2007      | Hawái          | 8-0   |

| Temporada | Campeón     | V/D/E |
| --------- | ----------- | ----- |
| 2008      | Boise State | 8-0   |
| 2009      | Boise State | 8-0   |
| 2010      | Hawái       | 7-1   |
| 2010      | Boise State | 7-1   |
| 2010      | Nevada      | 7-1   |